# Gelasio Lagar
Gelasio Lagar (Santiago del Estero, desconocido-ibídem, 27 de octubre de 1917) fue un político y médico, que ejerció como Gobernador de Santiago del Estero entre 1893 y 1895.

## Biografía
Era hijo de Ceferino Lagar y Luisa Contreras. Se casó con Florinda Santillán, con quien tuvo cuatro hijos. Empezó su ejercicio como médico en 1888.
Comenzó su actividad política como opositor del Partido Autonomista Nacional, cuyo principal referente provincial era el gobernador Absalón Rojas, e integró una junta revolucionaria que realizó un golpe de Estado contra el gobierno de Rojas derivándose la intervención federal de la provincia.
Como médico, en 1890 fue designado como director del Hospital Mixto, abandonado el cargo al año siguiente para dirigir el Banco de la Provincia, deviniendo luego en Ministro de Hacienda provincial durante la gestión del gobernador Maximio Ruiz. Se postuló como gobernador, acompañado de Gelasio  Mariano Gorostiaga como vice, y asumió el 1 de enero de 1893 tras su consagración por el Colegio Electoral. 
Durante su gestión como gobernador se hicieron obras en el Hospital Mixto, en el palacio de Justicia y la casa de gobierno. También se destacan la prolongación del canal La Cuarteada y la continuación de las obras en el canal de Tuama a Loreto y Atamisqui. Su gestión se vio interrumpida por una intervención federal en julio de 1895 tras diversos conflictos con opositores: en primer lugar en abril de aquel año se dio una revuelta a cargo de Pedro García y posteriormente se señala que fue secuestrado por Andrés Figueroa, aunque otros historiadores afirman que permaneció oculto.